# La Sentinelle (pel·lícula)
La Sentinelle és una pel·lícula francesa dirigida per Arnaud Desplechin, estrenada el 10 de juny de 1992 a França poques setmanes després de la seva presentació en competició oficial al 45è Festival Internacional de Cinema de Canes. És el primer llargmetratge del director que s'esforça en aquest treball per desenvolupar un llenguatge cinematogràfic singular i innovador. Entrellaça diversos nivells d'història i diferents gèneres cinematogràfics (thriller, pel·lícula d'espionatge, cinema negre, estudi social) dins d'una pel·lícula de ritme lent, que és una reflexió sobre el deure de memòria pels morts i la situació d'Europa després de la caiguda del mur de Berlín.
La pel·lícula va ser premiada l'any 1992 amb el Premi Georges Sadoul (reconeixement a la "millor primera pel·lícula") i el seu actor principal, Emmanuel Salinger, va rebre l'any següent el César al millor actor revelació durant el 18ns Premis César on La Sentinelle va ser nominada en tres categories.

## Argument
El setembre de 1991 Mathias Barillet va decidir abandonar la República Federal d'Alemanya, on va néixer i es va criar perquè el seu difunt pare era agregat militar a Aquisgrà, per acabar els seus estudis de medicina a França. Al tren, portat manu militari amb l'excusa d'uns visats incorrectes, és atacat per Louis Bleicher, un home amb accions conflictives -entre pràctiques policials i mètodes dels serveis d'intel·ligència-, que l'aïlla i l'amenaça. A la seva maleta, l'endemà va trobar un cap humà momificat.
Mathias lluita per fer valer les seves equivalències però aconsegueix matricular-se en medicina legal per continuar els seus semestres de pràctiques a l'Institut Medico-Legal de París. Comparteix un gran pis situat al rue Réaumur, 25, amb William Mahé, un jove funcionari del Quai d'Orsay i coneix la seva germana, una cantant lírica, amb qui manté relacions complicades. Obsessionat per aquest cap, del qual no pot separar-se i del qual no sap res, decideix d'amagat utilitzar els mitjans al seu abast per comprometre's a identificar la persona i les causes de la mort per "salvar el mort" , sospitant que la persona que el va posar a l'equipatge tenia aquest objectiu. S'enfronta, ràpidament i sense saber-ho, amb secrets d'estat sobre la sort dels francesos que es mantenen a l'altra banda del teló d'acer des del final de la guerra i els subtils jocs d'espionatge i contraespionatge entre els l'oest i l'est dels quals Louis Bleicher, desaparegut durant tres mesos, era un enllaç.
Amb determinació i rigor, Mathias aconsegueix identificar el cap: és el d'un químic rus de 36 anys que la xarxa de Varins havia passat de contraban a l'oest i que va ser executat a Sumatra en condicions obscures. Aquests descobriments posen en perill les activitats de la cèl·lula del Quai d'Orsay, que decideix pressionar intensament en Mathias perquè li torni el cap. En aquest joc, William i la seva amiga perden la vida. Mathias, aferrat a un darrer tros de la mandíbula del mort, aconsegueix, no sense escàndol, restaurar-lo nomenant-lo a un diplomàtic rus.

## Repartiment
- Emmanuel Salinger : Mathias Barillet
- Thibault de Montalembert : Jean-Jacques
- Bruno Todeschini : William Mahé
- Valérie Dréville : Nathalie
- Marianne Denicourt : Marie Barillet
- Fabrice Desplechin : Simon Acher
- Emmanuelle Devos : Claude Waelhens
- Jean-Louis Richard : Louis Bleicher
- Jean-Luc Boutté : Varins
- Philippe Duclos : Doctor Macaigne
- Philippe Laudenbach: el sacerdot
- Alain MacMoy: Professor Waelhens
- László Szabó: Pamiat, rus
- Alexis Nitzer: el cònsol
- Nadine Alari: Mme Barillet
- Mathieu Amalric: estudiant de medicina
- Louis-Do de Lencquesaing: estudiant de medicina
- Stéphane Thiébaut: estudiant de medicina
- Jean-Pierre Ducos: el duaner
- Hubert Gillet: el policia del tren
- Damien Eupherte: un soldat
- Antoine Coudy:
- Serge Barbagallo:
- Jeff Cohen: el pianista
- Anna Miasedova: Tamara
- Philippe Besson:
- Marc Oliver Sommer:
- Jeanne Balibar (sense acreditar): extra a la festa

## Projecte i producció de la pel·lícula

### Escrivint el guió
Un dels punts de partida per escriure la història va ser la consciència d'Arnaud Desplechin que els francesos encara estaven presoners al gulag soviètic als anys vuitanta des del final de la Segona Guerra Mundial; a més de la seva recerca personal, és l'esment succint a Arxipèlag Gulag (1973) d'Alexander Solzhenitsyn dels presoners francesos a l'URSS el que alimenta aquesta idea inicial i l'escenari contrari d'un científic rus que es trasllada a Occident per motius tecnològics i financers. Immediatament després de la caiguda del mur de Berlín i la desintegració del bloc oriental, en particular d'Alemanya de l'Est, vol explorar aquest canvi amb enormes conseqüències geopolítiques i ideològiques, en particular per a l'estabilitat d'Europa. Opta per una pel·lícula de gènere que vol ser una “crònica d'espies”.
L'escriptura del guió de La Sentinelle és fruit de la col·laboració entre el director i Pascale Ferran amb l'aportació de Noémie Lvovsky i Emmanuel Salinger, tots antics alumnes de IDHEC al mateix període i amb cultura cinematogràfica i enfocament artístic força semblants. Des del seu primer llargmetratge, Desplechin vol desenvolupar diferents nivells d'històries, que van des de les íntimes de relacions familiars i romàntiques fins a la del lloc de l'individu en la gran història i la seva relació amb la política, associada a reflexions filosòfiques sobre la mort i l’oblit. Sophie Diebold va ser consultora mèdica per a aquesta part del guió, així com l'equip de Michèle Rudler, antiga directora del laboratori de toxicologia de la Prefectura de Policia de París va ser consultat per a la secció de medicina forense.

### Rodatge i muntatge
La pel·lícula és una de les primeres produïdes per la companyia Why Not Productions fundada per Pascal Caucheteux —que es convertiria en un dels productors més importants del cinema d'autor francès— amb la contribució de les productores de la televisió. canals La Sept i Antenne 2 i el suport econòmic, gràcies a l'anticipació de rebuts, del CNC.
Les audicions per a la distribució de papers estan dirigides per Noémie Lvovsky. Conduiran a la formació d'un nucli dur de joves actors, per molts dels quals aquesta és la primera pel·lícula destacada i que constituiran habituals en les pel·lícules de Desplechin així com una successió en el cinema d'autor francès. Podem citar especialment Bruno Todeschini, i especialment els primers papers d'Emmanuel Salinger, Emmanuelle Devos i Thibault de Montalembert; tinguem en compte que Mathieu Amalric — futur actor favorit del director i que acabava de conèixer Arnaud Desplechin durant el Festival Premiers Plans d'Angers — no està seleccionat per a un paper important però encara manté la d'un dels estudiants de medicina, i que Marianne Denicourt, futura companya del director, ja havia interpretat uns deu papers secundaris anteriorment.

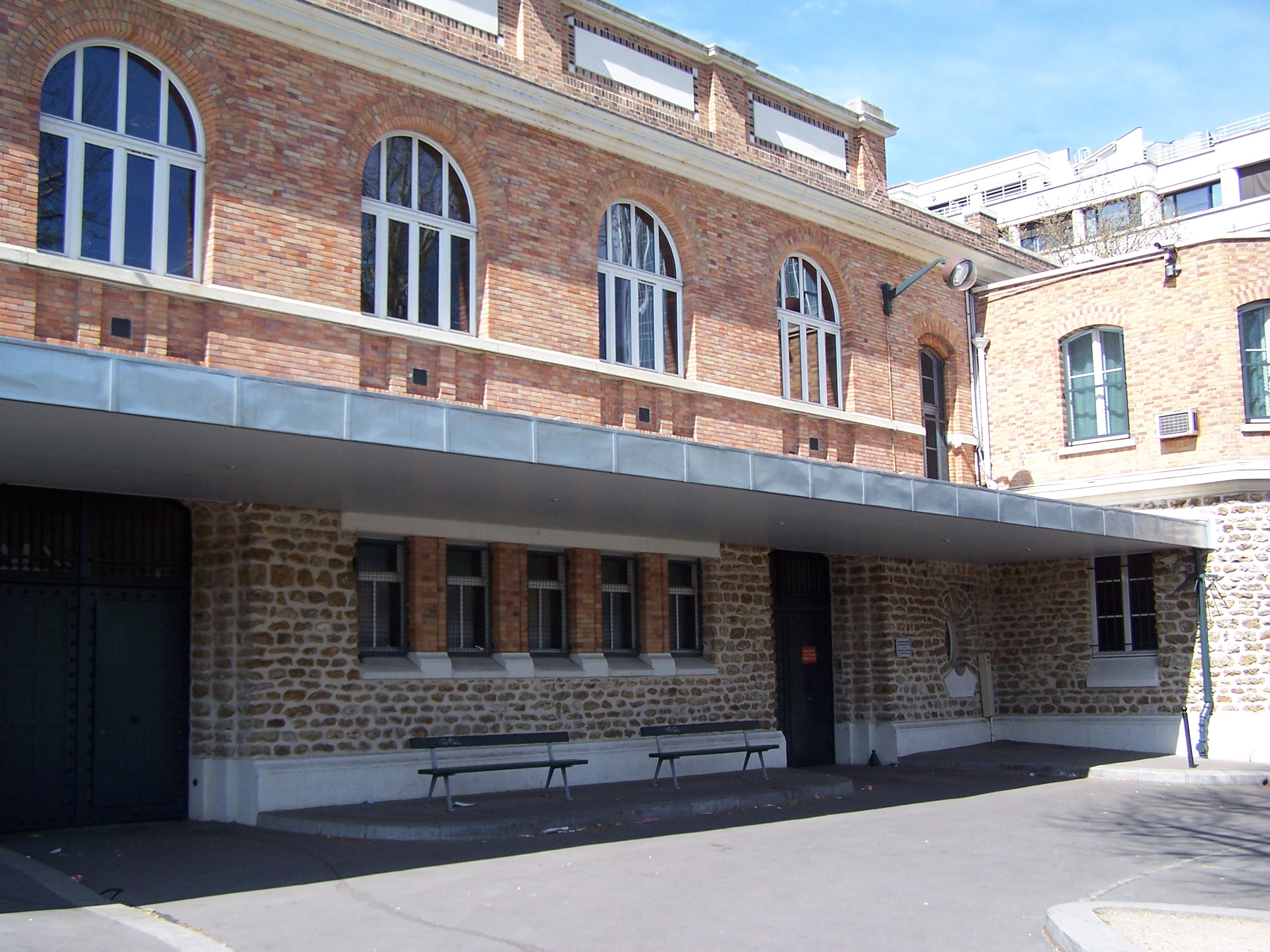
Entrada pel darrere de l'Institut médico-légal de Paris.

La pel·lícula es roda principalment a París amb un gran nombre d'escenes rodades a l'Institut médico-légal de Paris i els seus voltants, a l'Hôtel du ministre des Affaires étrangères, al jardin du Luxemburg i a la Gare de l'Est. L'inici de la pel·lícula, que té lloc a l'Ambaixada de França a Alemanya, es filma a Bonn al marge del Rin.
El muntatge de les pel·lícules d'Arnaud Desplechin és un element crucial, i sovint requereix molt de temps del seu treball. Va ser realitzat per un jove editor de la indústria cinematogràfica, François Gédigier, que ja havia fet la del primer mitjàmetratge de Desplechin l'any anterior. La composició de la partitura musical, a més de les cançons líriques de Rossini i Monteverdi que formen part integrant de la pel·lícula, està encarregada al músic alemany Marc Oliver Sommer que crea composicions, principalment per corda, destacant moments de tensió a l'argument. A més, incorpora música actual que va des del rock alternatiu fins al rap amb extractes de:
- I've Lost My Ignorance de Dream Warriors i Gang Starr
- Siva dels The Smashing Pumpkins
- The Reverend de DJ Jazzy Jeff and The Fresh Prince
- Wear Your Love Like Heaven de Definition of Sound
- Introducing Myself de Lee Scratch Perry
- Rush de Big Audio Dynamite II
- It's Your Thing d'Ann Peebles
- Prélude et Allegro de Fritz Kreisler

## Sortides i presentacions a festivals
La pel·lícula va ser seleccionada l’abril de 1992 per Gilles Jacob per ser presentada el 20 de maig de 1992 en competició oficial per a la Palma d'Or durant el 45è Festival Internacional de Cinema de Canes, que constitueix el primer gran reconeixement a la tasca de direcció d'Arnaud Desplechin que ja havia estat, l'any anterior, seleccionat a la selecció de la Setmana de la Crítica pel seu migmetratge La Vie des Morts. La pel·lícula també es va presentar el 5 d'octubre de 1992 al Festival de Cinema de Nova York i l'any següent al Festival de Cinema de Sundance. Durant la seva presentació l'any 1993 al Festival de Cinema de Bogotà, el director va guanyar el Cercle Precolombí de Plata.
La Sentinelle es va estrenar àmpliament a França el 10 de juny de 1992. Durant tot el seu període d'estrena a les sales, la pel·lícula ha sumat 186.019 entrades a França.
L’11 d’abril de 2003 les edicions de Cahiers du cinéma van publicar la pel·lícula, en versió recalibrada i en format 16/9, en doble DVD de la col·lecció “Deux films de…”, acompanyada de la primera pel·lícula del cineasta La Vie des Morts.

## Anàlisi

### Un enfocament geopolític
La Sentinelle té lloc en el període immediat posterior a la caiguda del mur de Berlín i tracta, en segon pla, de les conseqüències que això va tenir en la redefinició de l'Europa de la postguerra freda i les posicions ideològiques dels dos camps. Com a tal, el director es pregunta si aquesta és una de "les últimes pel·lícules sobre la Guerra Freda o [una] de les primeres pel·lícules sobre la postguerra freda". Arnaud Desplechin decideix presentar aquests temes per utilitzar el gènere de la pel·lícula d'espionatge que considera una manera d'aproximar-se a la geopolítica i en particular a la noció de raó d'estat. Els conceptes de manipulació, les dualitats lleialtat/traïció, bé/mal, justícia/(a)(im)moralitat, com a les novel·les de John le Carré que diu apreciar especialment, es representen així amb més intensitat, sobretot cinematogràfica.
La qüestió de la frontera també està present en els temes de la pel·lícula, un tema que s'aborda tant des del punt de vista real -la permeabilitat variable de les fronteres i el seu pas, la nacionalitat-, en un context especial i paroxístic que va ser el de la separació induïda pel Teló d'acer, però també des d'un punt de vista simbòlic més complex en tractar les fronteres molt més difuminades que separen el "bo" del "dolent", l'afecció patriòtica de la traïció i en certa manera les de les classes socials. En aquest sentit, el títol de la pel·lícula és aquell que pren el punt de vista de l'observador i, en menor mesura, del defensor. Arnaud Desplechin declara explícitament a les notes d'intencions de la seva pel·lícula que volia comparar la "frontera amb una cicatriu".

### Relació amb la mort
Igual que a La Vie des morts (1990), el director situa el tema de la mort i el deure a la memòria dels desapareguts al centre de la seva obra.

### Estudi social

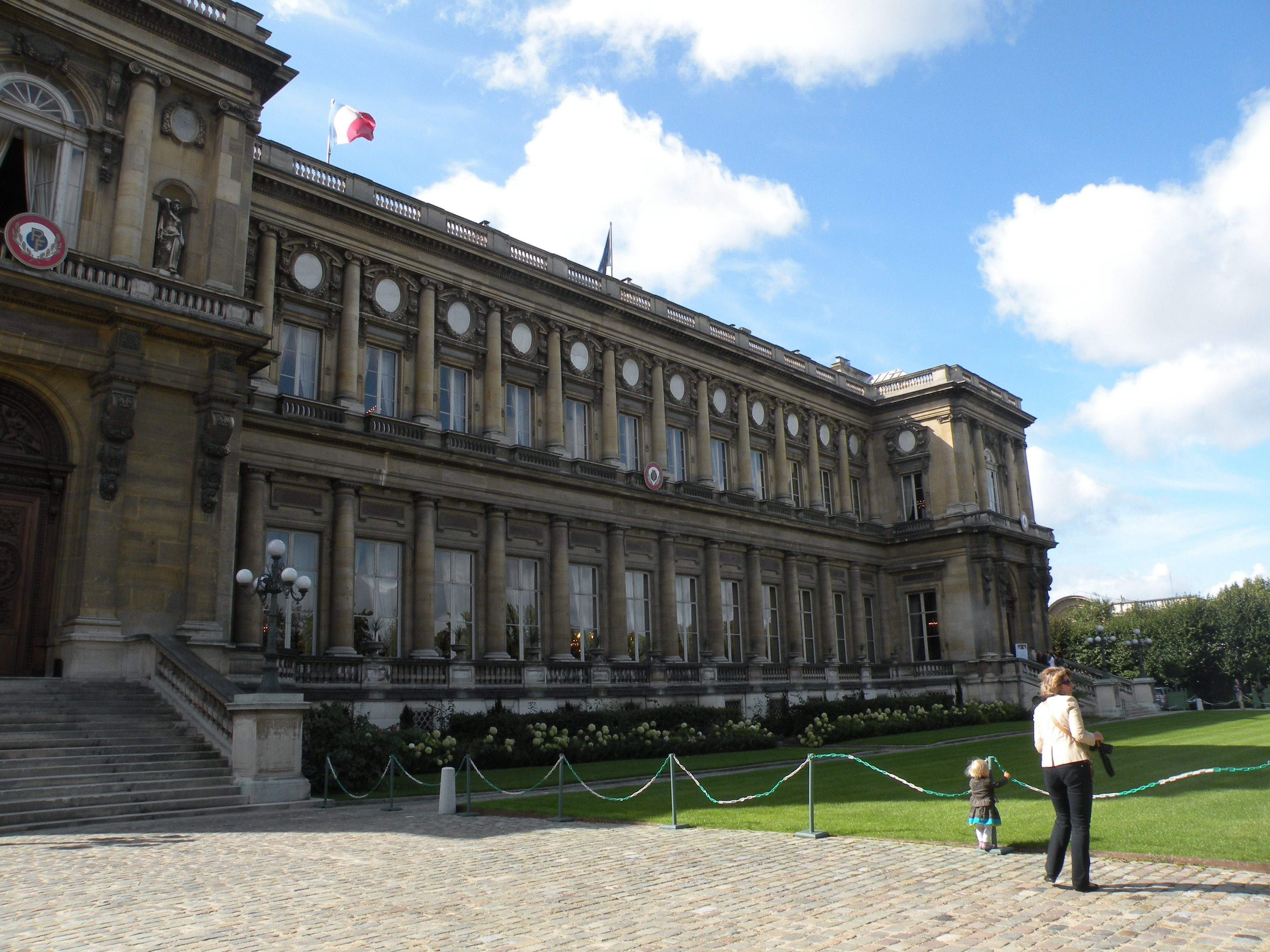
L'Hôtel du quai d'Orsay que allotja el Ministeri d'Afers estranger.

La pel·lícula també és una pintura d'un determinat entorn social, el d'una burgesia parisenca culta que treballa en cercles de poder, les xarxes socials i les relacions de la qual són complexes, fetes de connivència, relacions de poder i codis molt concrets. Així, Renaud Camus assenyala en el seu Journal 1994 d'aquest període publicat l'any 2000 al volum La Campagne de France que la pel·lícula transcriu d'una manera particularment realista l'entorn de la "joventut". gran burgès", els dels fills de diplomàtics del 7è districte de París, en els seus "gestos únics, les seves actituds, les seves entonacions que la pel·lícula fa meravellosament ».

## Recepció crítica
Després de la seva presentació a Canes, Jean-Michel Frodon a Le Monde considera que aquest primer llargmetratge del jove director és alhora una revelació i un objecte totalment a part, "que no s'assembla a res conegut, confon i molesta” en la selecció de pel·lícules a concurs. El crític considera que Arnaud Desplechin aporta un nou estil –“singular i extraordinari”– al panorama cinematogràfic, “radicalment aliè als codis de Hollywood”, la pròpia naturalesa del qual és el material a partir del qual les intricades històries presentades amb “virtuositat, […] ] sense que l'espectador es perdi" gràcies a una gran habilitat per abordar les diferents històries manllevades de diversos gèneres cinematogràfics, plenament explotades, que es nodreixen d'una "dinàmica i una tonalitat" qui li són pròpies.
Durant la seva estrena nacional, la revista Télérama va jutjar aquest primer llargmetratge com a reeixit i va considerar que Arnaud Desplechin és un "gran director", capaç de tractar un tema complex centrant-se en l'"obsessió pels morts", amb totes aquestes morts anònimes, víctimes de guerres, calentes o fredes, víctimes de la cobdícia d'uns, de la indiferència dels altres. L'esperança i el sentiment de la revelació d'"una jove estrella, Arnaud Desplechin, [que] s'eleva al firmament del cinema francès", així com la dels joves actors, també són compartides per Martin Delisle a La Revue du cinéma. Els Cahiers du cinéma també destaquen el mestratge i l'originalitat del jove director, el seu llenguatge singular en centrar-se en allò que constitueix una de les seves particularitats, el "ritme xocat, trepidant, no lineal, de vegades francament atrevit [ ... creant] un enfocament renovat del temps de posada en escena" concloent que la pel·lícula es trobava "entre les més belles vistes a Canes aquest any".
Les Fiches du cinéma en el seu Annuel du cinéma 1992 li va atorgar tres estrelles (de tres) i va situar la pel·lícula entre les deu millors pel·lícules franceses i les vint millors pel·lícules internacionals de l'any. Descriu el treball com a "perfectament realitzat i innovador" i jutja que la pel·lícula va ser "la més important de l'últim festival de Canes" considerant l'absència de premis durant la cerimònia com "simplement [una negació] del cinema".

## Reconeixements

### Premis
| Any  | Cerimònia o guardó           | Premi                                 | Categoria         |
| ---- | ---------------------------- | ------------------------------------- | ----------------- |
| 1992 | Premi Georges Sadoul         | Premi a la millor pel·lícula de debut |                   |
| 1992 | Premi Michel Simon           | Millor actor                          | Emmanuel Salinger |
| 1993 | 18ns Premis César            | Millor actor revelació                | Emmanuel Salinger |
| 1993 | Festival de Cinema de Bogotà | Cercle de Plata Precolombí            | Arnaud Desplechin |

### Seleccions i nominacions
| Any  | Ceriomònia o premi              | Categoria                                              | Nominat(s)                         |
| ---- | ------------------------------- | ------------------------------------------------------ | ---------------------------------- |
| 1992 | Festival de Canes               | Palma d'Or                                             |                                    |
| 1992 | Festival de Cinema de Nova York | Premi a la millor pel·lícula                           |                                    |
| 1993 | 18ns Premis César               | Millor primera pel·lícula                              | Arnaud Desplechin                  |
| 1993 | 18ns Premis César               | Millor guió original o adaptació                       | Arnaud Desplechin i Pascale Ferran |
| 1993 | Festival de Cinema de Sundance  | Gran premi del jurat (categoria World Cinema Dramatic) |                                    |